# Pharnakiden
Die Pharnakiden waren eine antike Adelsfamilie im persischen Großreich der Achämeniden im 5. und 4. vorchristlichen Jahrhundert.
Die Familie selbst bildet einen Seitenzweig der Achämeniden, abstammend von Pharnakes. Der war ein jüngerer Sohn des Arschama I., sowie Bruder des Hystaspes und damit ein Onkel des späteren Großkönigs Dareios I., dem er auch als Hofmarschall diente.
Als faktisch erbliche Provinzstatthalter (Satrapen) übten die Pharnakiden die persische Herrschaft in Phrygien (heute Anatolien) und nach deren Aufteilung im hellespontischen Phrygien/Kleinphrygien (heute Nordwesttürkei) aus. Ihre Residenz war Daskyleion. Ihre Provinz verloren sie 353 v. Chr. nach mehreren Teilnahmen an Revolten gegen den Großkönig. Die letzten Pharnakiden waren zunächst Gegner, dann Anhänger Alexanders des Großen.
Bekannte männliche Mitglieder der Familie waren:
- Pharnakes I.
- Artabazos I., Sohn von Pharnakes I.
- Pharnabazos I., Sohn von Artabazos I.
- Pharnakes II., Sohn von Pharnabazos I.
- Pharnabazos II. († nach 373 v. Chr.), Sohn von Pharnakes II.
- Ariobarzanes († 363/362 v. Chr.), Sohn von Pharnabazos II.
- Ariobarzanes von Kios, Sohn des Ariobarzanes, Satrap von Phrygien (363–337 v. Chr.)
- Mithridates, Bruder des Ariobarzanes von Kios
- Artabazos II. († 325), Bruder von Ariobarzanes
- Pharnabazos III. († nach 321 v. Chr.), Sohn Artabazos II.

Wahrscheinliche Mitglieder der Familie waren:
- Mithridates, Satrap von Phrygien, Bruder des Ariobarzanes von Kios und Sohn eines Ariobarzanes
- Mithridates Ktistes, vermutlich Sohn von Mithridates und Begründer des Königreichs Pontos wahrscheinlich auch identisch mit Mithridates, Sohn des Ariobarzanes (gemeint ist der Onkel Ariobarzanes von Kios, Sohn des Ariobarzanes, Satrap von Phrygien (363–337 v. Chr.))

- Pharnakes († 334 v. Chr.), Schwager des Dareios III., fiel in der Schlacht am Granikos
- Ariobarzanes († 330 v. Chr.), Satrap der Persis

Bekannte weibliche Mitglieder der Familie waren:
- Barsine († 309 v. Chr.), Tochter des Artabazos II., Ehefrau der Rhodier Mentor und Memnon, sowie Geliebte des Alexander und Mutter des illegitimen Sohnes Herakles
- Artakama, Tochter des Artabazos II. und Ehefrau des Ptolemaios I.
- Artonis, Tochter des Artabazos II. und Ehefrau des Eumenes von Kardia

Weitere erwähnte Familienmitglieder waren:
- Susamithres, Onkel des Pharnabazos II.
- Magaios, Bruder des Pharnabazos II., Mörder des Alkibiades